# 交響曲 (モーラン)
交響曲 ト短調（こうきょうきょくトたんちょう）は、イギリスの作曲家アーネスト・ジョン・モーランによって作曲、完成された唯一の交響曲である。交響曲第2番は作曲者急死のため未完に終わっている。

## 作曲の経緯
1924年、ハミルトン・ハーティから交響曲の作曲を依頼されたモーランは、アイルランドとノーフォークの民謡を織り交ぜた民族色豊かな作品を書こうと決意し、作曲を開始した。しかしケントのアインスフォードにおける自堕落な生活のため、作業はストップした。健全な生活に戻った彼は1934年に作業を再開し、1937年1月23日に完成した。

## 初演
1938年1月13日、ロンドンのクイーンズ・ホールにおいてレズリー・ヘイワード指揮、ロイヤル・フィルハーモニック協会のオーケストラにより初演された。1942年には早くも最初の録音が行われている。

## 作品の内容
師匠であるジョン・アイアランド譲りの繊細な和声と、豪快な響きを持つオーケストレーションが特徴的である。アイルランドやノーフォークの民謡の雰囲気を随所に取り入れつつ、非常に悲劇的な性格を持たせている。この点においては似たようなコンセプトの作品であるハーティのアイルランド交響曲とは大きく違っている。また、全曲を通してティンパニが活躍する。特に第4楽章における扱いは非常に印象的である。

### 第1楽章 Allegro
ト短調。冒頭、和音の一撃に続いて木管が和音を刻み始め、弦楽器にゆったりとした主題が現れる。舞曲的なエピソードを挟みつつ、この主題が確保されると、弦楽器による美しいコラールが現れる。次第に厚みを増してゆき、一つの頂点をつくると静かになる。しかし、突然ティンパニの一撃で静寂は破られ、激しい燃えるような弦楽器の音形の上で金管が叫ぶ。弦楽器の小刻みな音形の上で木管に新しい舞曲調の主題が現れる。後半はこの主題が様々に展開されてゆき、熱狂的に盛り上がり、全合奏の和音打撃によって勢いよく曲を閉じる。

### 第2楽章 Lento
嬰ハ短調。ティンパニのロールの上で金管群が静かに和音を吹奏し、低弦が響く中、木管に寂しげな主題が現れる。やがて、弦楽器にゆったりと動く新たな主題が現れ、一つの頂点をつくる。続いて、弦楽器に美しく明るいコラールが登場する。ホルンなどが修飾する。再び冒頭の旋律が回帰し、やや音楽は錯綜する。様々な楽器に主題が受け渡されて展開されてゆき、低弦のピッツィカートで静かに曲を閉じる。

### 第3楽章 Vivace
ニ長調。弦楽器の細かい音形の上でオーボエがやや息の長い旋律を吹く。ホルンの上行する音形が応え、オーボエ・ソロが続く。新しい舞曲らしい主題が登場するが、弦楽器の音形に阻まれてしまい、音楽はやや断片的となる。弦楽器に新たな主題が現れ、冒頭の上行音形が登場し、舞曲的な性格が顔を見せる。が、しかしまた弦楽器の緩やかな音形となる。フルートに新たな主題が現れ、盛り上がり、頂点をつくる。冒頭のオーボエ・ソロが回帰し、ティンパニが静かに叩かれ、曲を閉じる。

### 第4楽章 Lento - Allegro molto
ト短調。弦楽器の悲痛な和音によって開始される。暗い響きの旋律に木管が応じ、弦楽器に鎮魂歌のような旋律が現れる。悲痛な盛り上がりを見せ、金管が叫ぶ。クラリネット・ソロを挟んでティンパニのロールの先導で弦楽器に舞曲のリズムが現れ、木管楽器を巻き込んで盛り上がり、金管が勇壮な旋律を吹く。様々なエピソードを挟んで弦楽器の細かい音形の上で金管が響き、静かにティンパニの打撃が続く中舞曲は次第に静まってゆき、弦楽器に悲しいコラールが現れる。しかし、すぐに舞曲調の主題が木管にかえってくる。金管が咆哮する頂点をへて、再びコラールが登場し、暗く、重く沈んでゆき、弦楽器が歌いおさめるとクラリネット・ソロとなり、ティンパニの打撃によるクレッシェンドでコーダに突入する。金管の咆哮をはさんで再びティンパニのロールとなり、激しくクレッシェンドして行ったその頂点で全合奏で6回和音を打ち鳴らし、ト短調で悲劇的に終結する。

## 録音
演奏会で取り上げられる機会が多いとは言えないが、複数の録音が存在する。
- ヴァーノン・ハンドリー指揮、アルスター管弦楽団（Chandos CHANX10169）
- デイヴィッド・ロイド＝ジョーンズ指揮、ボーンマス交響楽団（Naxos 8.555837）